# Министерство экономического развития Италии
Министерство экономического развития Италии (Ministero delle imprese e del made in Italy) занимается производством, экономической деятельностью, энергетикой и минеральными ресурсами, телекоммуникациями, делами потребителей, туризмом, интернационализацией и выработкой бизнес-стимулов.

## История
Министерство было создано во втором кабинете Проди в 2006 году как Министерство производственной деятельности, принявшее на себя портфель Департамента сплочения и развития (ранее при Министерстве экономики и финансов). 
В свою очередь, Министерство производственной деятельности включило в свой состав 
Министерство промышленности, торговли и ремесел, 
Министерство связи (которое в 2001 году, во втором кабинете Берлускони, избежало поглощения) и 
Министерство внешней торговли в четвёртом кабинете Берлускони в 2008 году.

## Деятельность
В декабре 2024 года министерство одобрило продажу авиастроительной компании Piaggio Aero, которая находилась под антикризисным управлением, турецкой компании Baykar.